# Clint Bowyer

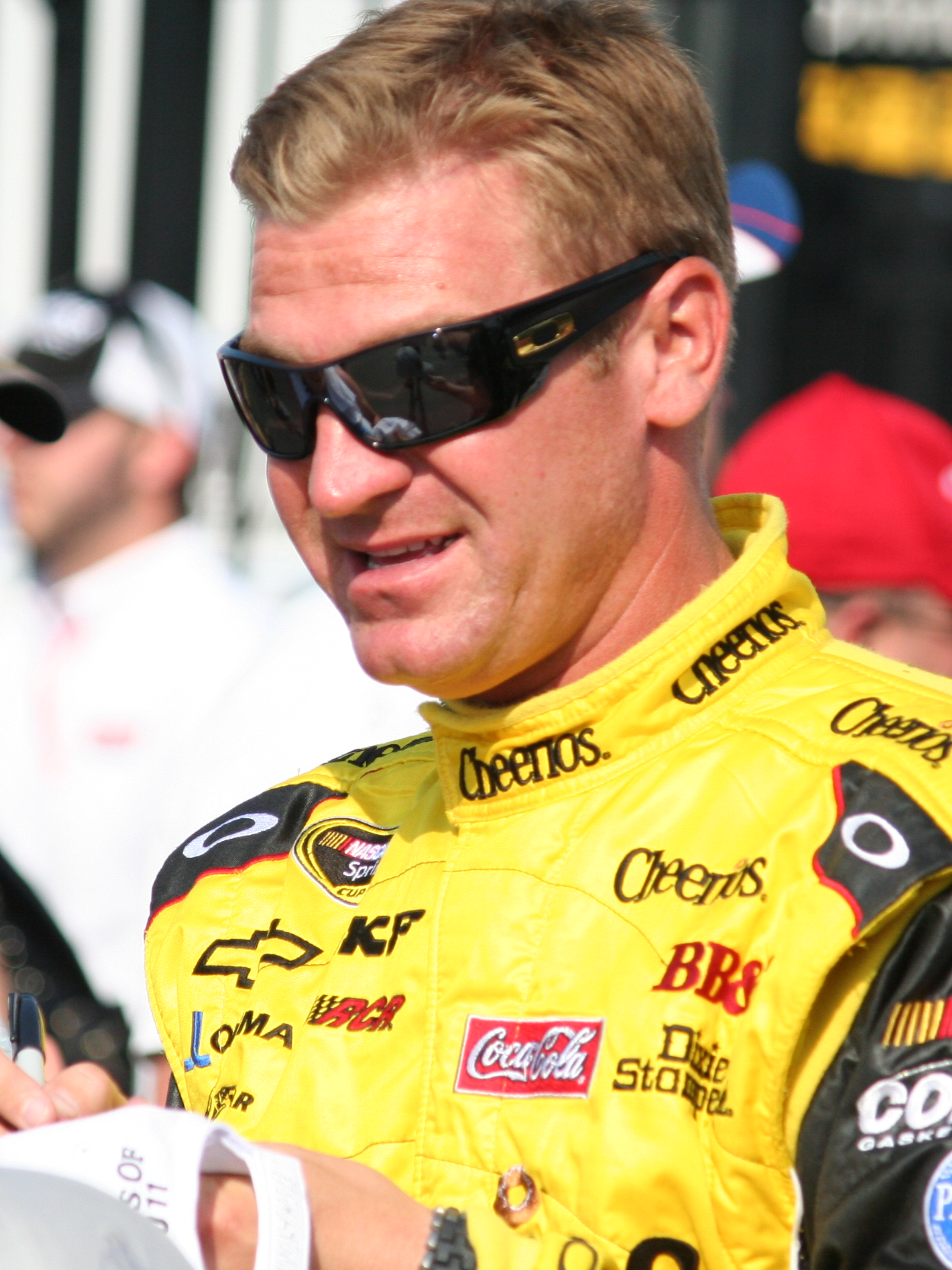
Clint Bowyer firmando autógrafos en la fecha de las 600 Millas de Charlotte

Clint Bowyer (30 de mayo de 1979, Emporia, Kansas, Estados Unidos es un piloto de automovilismo de velocidad estadounidense especializado en stock cars. Ha obtenido diez victorias y 73 top 5 en la Copa NASCAR, donde ha resultado subcampeón en 2012, tercero en 2007, quinto en 2008, séptimo en 2013 y décimo en 2010.
Sus primeros años en la Copa NASCAR fueron con el equipo de Richard Childress pilotando un Chevrolet número 07 y luego el número 33; desde 2012 hasta el 2015 condujo el Toyota Camry número 15 del equipo de Michael Waltrip.

## Primeros años
Bowyer compitió en motocross durante su infancia. En 1996 pasó a correr en stock cars, obteniendo títulos de modifieds en Kansas. El piloto ascendió a la NASCAR Weekly en 2002, resultando subcampeón con 12 victorias. En 2003 disputó la NASCAR Elite Division Midwest de late models, y llegó segundo en su debut en el ARCA.
Richard Childress fichó a Bowyer para disputar la NASCAR Busch Series 2004 con un Chevrolet, logrando cuatro top 4 y siete top 10. El piloto se convirtió en titular en la temporada 2005, donde acumuló dos victorias, 12 top 5 y 22 top 10 para resultar subcampeón por detrás de Martin Truex Jr. Además, debutó en la Copa NASCAR al finalizar 22º en Phoenix.

## Childress (2006-2011)
En 2006, Bowyer se convirtió en piloto de Richard Childress en la Copa NASCAR, reemplazando a Dave Blaney en el Chevrolet número 07. Consiguió cuatro top 5 y 11 top 10 para finalizar en la 17.ª posición como segundo mejor novato. Asimismo, el kanseño finalizó tercero en la NASCAR Busch con una victoria y ganó una fecha de la NASCAR Truck Series.
El piloto clasificó a la Caza por la Copa NASCAR 2007 y terminó tercero por detrás de los múltiples campeones Jimmie Johnson y Jeff Gordon, acumulando una victoria en New Hampshire, cinco top 5, 17 top 10 y dos pole positions. Simultáneamente, logró dos triunfos y 13 top 5 en 22 carreras de la NASCAR Busch. En la Copa NASCAR 2008, el kanseño venció en Richmond y cosechó siete top 5 y 17 top 10, quedando así quinto en la tabla general. Además, sumó una victoria, 14 top 5 y 29 top 10 en las 35 carreras de la renombrada NASCAR Nationwide para coronarse campeón, superando ajustadamente a Carl Edwards.
Bowyer pasó a pilotar el Chevrolet número 33 de Richard Childress para la Copa NASCAR 2009. Redujo su actividad en la NASCAR Nationwide a 12 carreras, pero su rendimiento en la divisional principal empeoró: no clasificó a la Caza por la Copa, y quedó 15º en el clasificador final, sin victorias aunque con cuatro top 5 y 16 top 10.
En 2010, el kanseño consiguió dos victorias en New Hampshire y Talladega, siete top 5 y 18 top 10. Sin embargo, una sanción de puntos por utilizar un automóvil fuera de reglamento en dicha carrera en New Hampshire lo relegó a la décima posición de campeonato. En su último año como piloto de Richard Childress, Bowyer no clasificó a la Caza por la Copa 2011. Con un triunfo en Talladega, cuatro top 5 y 16 top 10, rescató la 13.ª posición en el campeonato.

## Waltrip (2012-2015)
Para la temporada 2012, Bowyer pasó al equipo de Michael Waltrip Racing para pilotar un Toyota número 15. Contando como compañero de equipo al experimentado Mark Martin, Bowyer volvió a pelear el campeonato. Acumuló tres victorias en Sears Point, Richmond y Charlotte, diez top 5 y 23 top 10. Sin embargo, Brad Keselowski relegó al kanseño al subcampeonato, luego de abandonar en la penúltima fecha tras un choque intencional de parte de Gordon, con quien había tenido varios encontronazos a lo largo del año y que desembocó en una riña entre sus equipos. En la Copa NASCAR 2013, logró 10 top 5, 19 top 10, de forma que quedó séptimo en la tabla general.
Bowyer perdió protagonismo en 2014, solo logró 5 top 5 y 15 top 10 y no accedió a la Caza por la Copa, concluyendo 19° en el campeonato. En 2015, Bowyer consiguió 11 top 10 en la temporada regular, lo que le permitió clasificar a la Caza. Terminó afuera en la primera ronda, siendo el último de los 16 participantes en la Caza.

## HScott & Stewart-Haas (2016-2017)
Michael Waltrip Racing cerró las operaciones en 2016, y Bowyer pasó a conducir un Chevrolet de HScott. Solamente logró 3 top 10, para concluir 27º en el campeonato. En 2017, Bowyer reemplazó a Tony Stewart en un Ford de Stewart-Haas; no logró clasificarse a los playoffs y terminó 18º en el campeonato con 6 top 5. Bowyer lograría cortar su sequía de 190 carreras sin victorias en Martinsville 2018, para avanzar a la postemporada. Quedó eliminado en la tercera ronda, y resultó 12º en el campeonato con dos victorias y 9 top 5.

## Otras actividades
Bowyer disputó 12 fechas de la NASCAR Nationwide 2009, obteniendo dos triunfos. En 2010 corrió 13 carreras, logrando un quinto lugar como mejor resultado. En 2011, la NASCAR Nationwide dejó de otorgar puntos a los pilotos titulares de la Copa NASCAR. Bowyer disputó diez fechas con un Chevrolet de Kevin Harvick ese año, y una sola con un Toyota de Joe Gibbs en 2012.
El piloto corrió el Preludio al Sueño, una carrera de estrellas disputada con late models en el óvalo de tierra de Eldora. Resultó quinto en 2007, tercero en 2008, segundo en 2009 y 2010, primero en 2011, y abandonó en 2012.
Boywer fue invitado por Michael Waltrip para disputar las 24 Horas de Daytona de la Grand-Am Rolex Sports Car Series con una Ferrari 458 Italia, resultando octavo a una vuelta del ganador de la clase GT.
Desde 2021, Bowyer es comentarista en las transmisiones de la Copa NASCAR en la cadena Fox.
En 2023 disputó tres carreras de la Superstar Racing Experience, obteniendo el segundo puesto en Pulaski y el tercero en Stafford.